# Bandeira de Morelia
A Bandeira de Morelia é um dos símbolos oficiais do município de Morelia, a cidade capital do estado de Michoacán, no México. Foi criada em 1991.

## Descrição
Seu desenho consiste em um retângulo de proporção largura-comprimento de 4:7 dividido em duas faixas horizintais de mesma espessura. As cores das faixas são, respctivamente, a partir da esquerda (lado do mastro) vermelho e amarelo.
No meio das duas faixas está um brasão da cidade de Morelia, a bandeira representa o município do estado de Michoacán.

## Cores

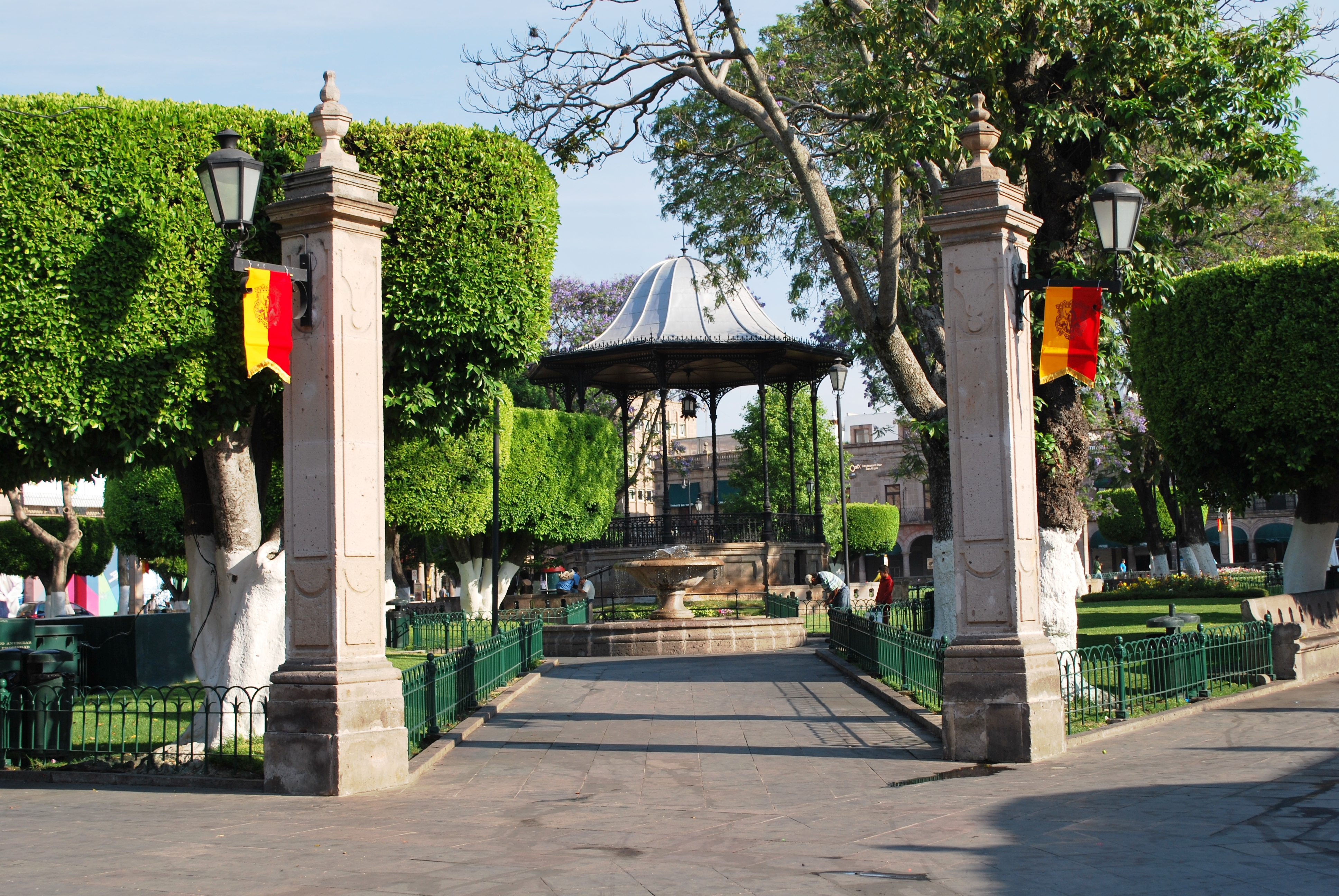
As cores da cidade de Morelia em pendões.

As cores da bandeira são vermelho e amarelo:
| Cor) | Cor)     | Código Hex HTML |
| ---- | -------- | --------------- |
|      | vermelho | #CE1126         |
|      | amarelo  | #F1BF00         |

## História
No ano de 1991, foi desenhada uma bandeira para comemorar os 450 anos dA fundação da cidade de Morelia, antigamente chamada Valladolid, foi de formato retangular, dividida em duas faixas horizontais com o brasão da cidade ao centro; a faixa superior é amarela, e a inferior é vermelha, as cores inspiradas nas do escudo: o dourado do fundo e o roxo da realeza do Reino de Espanha.

### Bandeiras históricas

Bandeira da Província de Michoacán (1537–1625)
Bandeira de Valladolid (1625-1991)